# Brandon O'Neill
Brandon O'Neill, né le 12 avril 1994 à Perth en Australie, est un footballeur international australien. Il évolue au poste de milieu relayeur.

## Biographie

### Perth Glory
Né à Perth, en Australie, O'Neill débute en jeunes au Perth Glory en 2010. Le 18 mars 2012, il fait ses débuts professionnels lors de la 26e journée de championnat contre le Gold Coast United.
Le 3 mai 2012, il signe son premier contrat professionnel pour une durée de deux ans avec le Perth Glory.

### Sydney FC
Libre de tout contrat, O'Neill signe le 25 mai 2015, un contrat de deux ans avec Sydney FC.
Lors de sa première saison au Sydney FC, il participe à la Ligue des champions d'Asie (sept matchs, un but).
Le 8 octobre 2016, O'Neill marque son premier but en championnat australien face au Western Sydney Wanderers lors du derby de Sydney (en). Il inscrit son deuxième but de la saison, le 24 février 2017, contre Melbourne City.
Le 13 décembre 2016, O'Neill signe un nouveau contrat portant sur deux années supplémentaires avec le club de la ville de Sydney.
Le 26 mars 2017, O'Neill inscrit son troisième but pour le Sydney FC face à son ancien club, Perth Glory. À la suite de ce match, le Sydney FC est assuré de la première place de la phase régulière, permettant ainsi au club de jouer la phase finale du championnat.

## Palmarès
- Champion d'Australie en 2017 avec le Sydney FC
- Vainqueur de la Coupe d'Australie (FFA Cup) en 2017 avec le Sydney FC